# Avenida 1 Norte
La avenida Uno Norte es una importante arteria vial de Viña del Mar en el Gran Valparaíso, Chile. Recibe gran flujo vehicular en horas punta desde la Autopista Troncal Sur y Camino Troncal que une las comunas interiores de la región con el Conurbano Porteño. Esta avenida ocupa la ribera norte del Estero Marga Marga.
- Datos: Q17622076
- Multimedia: Avenida 1 Norte / Q17622076